# Кирюшин, Игорь Владимирович
Кирюшин Игорь Владимирович (род. 19 ноября 1958, Фрунзе, Крымская область) - украинский политик.

## Биография
Родился 19 ноября 1958 года в селе Фрунзе, Сакский р-н, Крымской области. Русский.
Окончил Киевский политехнический институт (1981), инж.-электрик, "электропривод и автоматизация промышленного оборудования"; Житомирский инженерно-технологический ин-т (2001), экономист по бухгалтерскому учету и аудиту, "Учёт и аудит".
Народный депутат Украины 3 созыва с 04.1998 по 04.2002 от ПЗУ, № 11 в списке. На время выборов: вице-президент предприятия "Шелтон", сопредседатель Совета импортеров и экспортеров нефти и нефтепродуктов, член ПЗУ. Член Комитета по вопросам топливно-энергетического комплекса, ядерной политики и ядерной безопасности (с 07.1998), член фракции ПЗУ (с 05.1998).
- 09.1975-03.1981 - студент, Киевского политехнического института.
- 07.1981-12.1988 - инженер, Опытное КТБ ин-та электросварка им. Е. Патона АНУ.
- 12.1988-08.1991 - инженер-технолог, Институт электросварки имени Е. О. Патона.
- 08.1991-04.1994 - зам. директора, МП "Мегасервис", г. Киев.
- 05. -10.1993 - советник по экологической безопасности, АО "Мегасервис".
- 11.1993-04.1998 - консультант, советник по экологической безопасности, вице-президент, предприятие с иностранными инвестициями "Шелтон", г. Киев.
- 12.2002-01.2005 - референт Президента Украины.
- 04.-06.2005 - советник Премьер-министра Украины.
- 07.2005-09.2006 - зам. ген. директора, зам. председателя правления
- С 09.-10.2006 - и. о. председателя правления
- С 10.2006 по 06.2009 - председатель правления ОАО "Укртранснафта".
- 06.2009-03.2011 - заместитель Министра топлива и энергетики Украины. Директор Департамента по вопросам нефтяной, газовой, торфяной, нефтеперерабатывающей промышленности и альтернативных видов топлива.

Член Совета предпринимателей при КМ Украины (09.1997-02.2000).
После смены власти на Украине в 2014 году против Игоря Кирюшина было открыто уголовное производство. Его обвиняли в завладении сумой 2 миллиарда гривен, которые принадлежали компаниям Укрнафта и Укргазвидобування. В марте 2017 года он был задержан правоохранителями Грузии. В январе 2020 года он был экстрадирован на Украину. Суд арестовал его на 45 дней и предоставил возможность внесения залога в размере 6 миллионов гривен.